# Kommunal myndighet
Kommunal myndighet är en egen myndighet inom ramen för en kommun i ett land.

## Kommunal myndighet i Sverige

### Allmänt
I Sverige finns det många kommunala myndigheter. En kommunal myndighet är alltid en förvaltningsmyndighet. Varje kommun avgör själv hur många kommunala myndigheter det skall finnas i kommunen, i och med att kommunfullmäktige är suverän att besluta om den kommunala nämndorganisationen. Kommunstyrelsen är en myndighet och varje nämnd är en myndighet, förvaltningen under kommunstyrelsen respektive nämnden tillhör myndigheten.

### Offentlig upphandling
Varje nämnd är en egen myndighet. Varje nämnd är därmed också, som huvudregel om inte kommunen bestämmer annat, upphandlande myndighet och upphandlande enhet enligt reglerna om offentlig upphandling.

### Överklagande
Beslut av kommunala myndigheter kan i allmänhet överklagas till förvaltningsrätten i den domkrets som kommunen tillhör. Det sker antingen genom laglighetsprövning enligt 13 kap. kommunallagen eller genom förvaltningsbesvär enligt regler i olika speciallagar.